# Eleições parlamentares europeias de 2019 (Hungria)
As eleições parlamentares europeias de 2019 na Hungria foram realizadas a 26 de Maio e serviram para eleger os 21 deputados nacionais para o Parlamento Europeu.

## Campanha

### Fidesz
No início de 2019, o governo húngaro lançou cartazes de campanha direcionados ao presidente da Comissão Europeia Jean-Claude Juncker e o filantropo húngaro-americano George Soros. A campanha governamental acusava Juncker e Soros de quererem "enfraquecer os direitos dos Estados-membros de protegerem as suas fronteiras" e afirmava que "querem os vistos dos migrantes". Devido a esta cartaz alguns partidos membros do Partido Popular Europeu (do qual é membro o Fidesz) começaram com a iniciar os passos necessários para expulsarem o partido húngaro. O primeiro-ministro húngaro Viktor Orbán, no entanto, chamou aqueles que pediam a sua expulsão do PPE como "Idiotas úteis". Em resposta à campanha, Manfred Weber, candidato do PPE à Comissão Europeia, exigiu que Orbán pedisse desculpa e renunciar à campanha efetuada ou seria confrontado com a suspensão do PPE.
Em 20 de março de 2019, o PPE votou a favor da suspensão temporária do Fidesz citando a sua retórica anti-imigração e os ataques pessoais feitos contra Juncker e Soros. Orbán ameaçou romper com o PPE caso o Fidesz fosse suspenso. 

## Composição 2014-2019 (Final do mandato)

### Partidos Nacionais
| Partido | Partido                           | Deputados | Grupo                                             |
| ------- | --------------------------------- | --------- | ------------------------------------------------- |
|         | Fidesz                            | 11 / 21   | Grupo do Partido Popular Europeu(a)               |
|         | Partido Socialista Húngaro        | 2 / 21    | Aliança Progressista dos Socialistas e Democratas |
|         | Coligação Democrática             | 2 / 21    | Aliança Progressista dos Socialistas e Democratas |
|         | Jobbik                            | 1 / 21    | Não-Inscritos                                     |
|         | Diálogo pela Hungria              | 1 / 21    | Grupo dos Verdes/Aliança Livre Europeia           |
|         | Políticas Podem Ser Diferentes    | 1 / 21    | Grupo dos Verdes/Aliança Livre Europeia           |
|         | Partido Popular Democrata-Cristão | 1 / 21    | Grupo do Partido Popular Europeu                  |
|         | Independentes                     | 2 / 21    | Não-Inscritos                                     |

(a)  Suspenso desde Março de 2019

### Grupos parlamentares europeus
| Grupo | Grupo                                             | Deputados |
| ----- | ------------------------------------------------- | --------- |
|       | Grupo do Partido Popular Europeu                  | 12 / 21   |
|       | Aliança Progressista dos Socialistas e Democratas | 4 / 21    |
|       | Não-Inscritos                                     | 3 / 21    |
|       | Grupo dos Verdes/Aliança Livre Europeia           | 2 / 21    |

## Partidos Concorrentes
A lista de partidos concorrentes são os seguintes:
| Partido | Partido                                           | Cabeça de Lista  | Afiliação europeia                                       |
| ------- | ------------------------------------------------- | ---------------- | -------------------------------------------------------- |
|         | Fidesz - Partido Popular Democrata-Cristão        | Trócsányi László | Partido Popular Europeu(a)                               |
|         | Jobbik                                            | Gyöngyösi Márton |                                                          |
|         | Partido Socialista Húngaro - Diálogo pela Hungria | Tóth Bertalan    | Partido Socialista Europeu                               |
|         | Coligação Democrática                             | Dobrev Klára     |                                                          |
|         | Políticas Podem Ser Diferentes                    | Vágó Gábor       | Partido Verde Europeu                                    |
|         | Partido do Trabalho da Hungria                    | Thürmer Gyula    | Iniciativa dos Partidos Comunistas e Operários           |
|         | Movimento Momentum                                | Cseh Katalin     | Partido da Aliança dos Liberais e Democratas pela Europa |
|         | Movimento Nossa Pátria                            | Toroczkai László |                                                          |
|         | Partido Húngaro do Cão de Duas Caudas             | Döme Zsuzsanna   |                                                          |

(a)  Suspenso desde Março de 2019

## Resultados Oficiais
| Partido                 | Partido                               | Votos     | %               | +/-   | Deputados | +/-   |
| ----------------------- | ------------------------------------- | --------- | --------------- | ----- | --------- | ----- |
|                         | Fidesz                                | 1 824 220 | 52,56 / 100,00  | 1,08  | 13 / 21   | 1     |
|                         | Coligação Democrática                 | 557 081   | 16,05 / 100,00  | 6,30  | 4 / 21    | 2     |
|                         | Movimento Momentum                    | 344 512   | 9,93 / 100,00   | Novo  | 2 / 21    | Novo  |
|                         | Partido Socialista Húngaro            | 229 551   | 6,61 / 100,00   | 4,29  | 1 / 21    | 1     |
|                         | Jobbik                                | 220 184   | 6,34 / 100,00   | 10,33 | 1 / 21    | 2     |
|                         | Movimento Nossa Pátria                | 114 156   | 3,29 / 100,00   | Novo  | 0 / 21    | Novo  |
|                         | Partido Húngaro do Cão de Duas Caudas | 90 912    | 2,62 / 100,00   | Novo  | 0 / 21    | Novo  |
|                         | Políticas Podem Ser Diferentes        | 75 498    | 2,18 / 100,00   | 2,86  | 0 / 21    | 1     |
|                         | Outros (com menos de 1,00%)           | 14 452    | 0,42 / 100,00   |       | 0 / 21    |       |
| Votos Inválidos         | Votos Inválidos                       | 17 775    | 100,00 / 100,00 | 0,09  |           |       |
| Total                   | Total                                 | 3 488 341 | 100,00 / 100,00 |       | 21 / 21   |       |
| Eleitorado/Participação | Eleitorado/Participação               | 8 008 353 | 43,56 / 100,00  | 14,59 |           |       |
| Fonte                   | Fonte                                 | [ 9 ]     | [ 9 ]           | [ 9 ] | [ 9 ]     | [ 9 ] |

## Composição 2019-2024

### Partidos Nacionais
| Partido | Partido                    | Deputados | Grupo                                             |
| ------- | -------------------------- | --------- | ------------------------------------------------- |
|         | Fidesz                     | 13 / 21   | Grupo do Partido Popular Europeu                  |
|         | Coligação Democrática      | 4 / 21    | Aliança Progressista dos Socialistas e Democratas |
|         | Movimento Momentum         | 2 / 21    | Renovar Europa                                    |
|         | Partido Socialista Húngaro | 1 / 21    | Aliança Progressista dos Socialistas e Democratas |
|         | Jobbik                     | 1 / 21    | Sem grupo                                         |

### Grupos Parlamentares
| Grupo | Grupo                                             | Deputados |
| ----- | ------------------------------------------------- | --------- |
|       | Grupo do Partido Popular Europeu                  | 13 / 21   |
|       | Aliança Progressista dos Socialistas e Democratas | 5 / 21    |
|       | Renovar Europa                                    | 2 / 21    |
|       | Sem grupo                                         | 1 / 21    |